# Cor Groenenberg
Cor Groenenberg (Giessen, 8 november 1968) is een Nederlands kunstschilder.

## Biografie
Groenenberg werd geboren in een voormalige smederij in het Brabantse dorpje Giessen. Op tweejarige leeftijd verhuisde hij naar Lelystad en vervolgens op vierjarige leeftijd naar Doesburg waar hij opgroeide. In 1987 deed hij eindexamen atheneum op het Ulenhofcollege te Doetinchem, waarna hij van 1987 tot 1991 de opleiding tot eerstegraads schilderdocent volgde aan kunstacademie ArtEZ te Arnhem. Van 1992 tot 1994 was hij als AV-coördinator en trainer verbonden aan het Institute for Housing and Urban Development Studies (IHS) te Rotterdam.
Nadat hij in 1996 deelnam aan de eerste lichting van de tweejarige Vervolgopleiding Schilderkunst aan het Frank Mohr Instituut te Groningen behaalde hij hier in 1998 zijn academische graad waarna hij zich in deze stad vestigde als zelfstandig beeldend kunstenaar. Naar aanleiding van een van zijn schilderijen werkte hij van 1998 tot 1999 als assistent van Rob Scholte op diens atelier in Tenerife. Hij werd in 2004 hogeschooldocent aan de Academie Minerva, onderdeel van de Hanzehogeschool Groningen.

## Stijl en werkwijze
Cor Groenenberg schildert in een hyperrealistische stijl waarbij hij ernaar streeft het schilderij een fotografische kwaliteit te geven met behulp van typische beeldelementen uit de fotografie zoals scherptediepte, over- en onderbelichting en kleurzweem.
De schilder probeert "het naakte ding te laten zien, ontdaan van zijn betekenisbepalende context, en het object niet mooier, lelijker, spannender, afstotender of sensueler maken dan dat het is" en hanteert hiervoor de term 'camera peintura'. Hij realiseert dit onder andere door banale onderwerpen in een andere minder gebruikelijk context te plaatsen. Recensenten lijken het hier niet altijd mee eens te zien en benadrukken dat zijn werken vaak "verwijzen naar erotiek, of beter gezegd pornografie" of menen dat "het klakkeloos naschilderen van een onbeduidend kiekje zelden of nooit leidt tot een interessant schilderij". Zelf geeft hij expliciet te kennen op geen enkele wijze met figuratieve kunst geassocieerd te willen worden.
De thema's zijn gebaseerd op gevonden fragmenten van foto's of bestaande beelden, al weigert hij onder de noemer 'figuratief' geschaard te worden. Incidenteel maakt hij ook gebruik van ondersteunende media om zijn werk te presenteren.
Het werk van Groenenberg wordt vaak geschaard onder de stijl van het Noordelijk realisme al is die categorisering discutabel gezien de inhoud en het niet-klassieke karakter van zijn werk. Zelf relativeert hij de museale status van kunst: "Ontheiliging. Dat wil ik laten zien. Wat mij betreft mag die kunst weleens onderuit gehaald worden." De laatste jaren lijkt de controverse rond zijn werk af te nemen en daarmee de media-aandacht.